# Lista över franska uttryck i svenska språket
Detta är en lista över franska språkliga uttryck, vilka brukar användas med samma eller liknande innebörd även på svenska. En förklaring av uttrycket eller eventuell svensk synonym anges också. Den stora merparten av orden står att finna i Nationalencyklopedins svenska ordbok, där det ges ytterligare information i fråga om böjningsformer, fraskonstruktioner, etymologier m.m.

## A
- à – vid prisangivelse, t.ex. "apelsiner à 5 kr styck".
- à jour – fortlöpande underrättad om den aktuella utvecklingen på angivet område etc.
- à la – på sätt angivet av, särskilt i fråga om maträtter, t.ex. Biff à la Lindström.
- à la bonne heure – "det må vara hänt".
- à la carte – på fast meny om rätt som tillagas på beställning. Uttrycket à la carte-politik innebär politiska lösningar i form av kompromisser mellan regeringsparti och opposition.
- à la grecque – rätvinkligt slingrande ornament, känt särskilt från det antika Grekland.
- à quatre mains – med fyra händer i fråga om spel av två pianister på samma instrument.
- abandon – ledighet i uppträdandet.
- air – antydd stämning.
- ambiance – trivsam stämning. "Vilken trevlig ambiance det är här på Grand!"
- amuse-bouche – mindre aptitretare. Se även hors d'œuvre.
- apéritif – alkoholhaltig dryck som man intar före måltid för att öka aptiten.
- argot – speciell språkform använd inom förbrytarvärlden.
- armagnac – en konjaksliknande dryck som bereds av vitt vin; uppkallad efter Armagnac, namn på landskap i sydöstra Frankrike.
- arrondissement – franskt förvaltningsområde närmast under departementet.
- art deco – arkitektur-, konst- och formgivningsstil från mellankrigstiden.
- art nouveau – en stilriktning inom arkitektur, formgivning, konsthantverk, grafik m.m. från 1890 till omkring 1920.
- avant-garde – grupp som består av de mest avancerade utövarna av viss konstart eller liknande skapande verksamhet, särskilt i fråga om formmässig förnyelse eller dylikt. Den ursprungliga, militära betydelsen avser en mindre styrka med uppgift att skydda en framryckande större styrka.
- avant la lettre – ett uttryck som beskriver en person eller en rörelse, som kommer före den term som används för att beskriva den. Man kan t.ex. säga att Franz Kafka var en surrealist avant la lettre, eftersom hans romaner kan beskrivas som surrealistiska trots att de skrevs innan begreppet surrealism började användas.
- aubergine – en mörkt violett frukt, som används som grönsak.
- au pair – med inriktning på hushållsarbete och barnpassning (i främmande land) som avlönas med fritt uppehälle, mest för tonårsflickor som samtidigt lär sig språk.
- auteur – självständig filmskapare med förmåga att sätta sin personliga prägel på sina verk.

## B
- baguette – typ av avlångt franskbröd med knaprig skorpa.
- baisse – marknadsläge som kännetecknas av låga priser, mest i fråga om värdepapper på börsen.
- berceuse – ett slags konstfull vaggvisa.
- bistro – enklare bar eller servering, ursprungligen i Frankrike.
- blasé – som är svår att roa eller glädja på grund av övermättnad.
- bonjour – en knälång, dubbelknäppt mansrock med rakskurna framkanter, vanlig under 1800-talet och början av 1900-talet.
- bonmot – kvick formulering.
- bordeaux – typ av lättvin från distriktet kring staden Bordeaux i sydvästra Frankrike.
- boudoir – en dams finare privata salong.
- bouillabaisse – typ av finare soppa, tillredd av olika slags fisk, skaldjur och grönsaker.
- bouquet – karakteristisk, angenäm doft och smak, särskilt hos vin och konjak.
- bourgeoisie – kapitalägande borgarklass i visst land, särskilt i marxistisk terminologi.
- bourgogne – typ av tyngre och sötare franskt vin, omfattande såväl röda som vita sorter; från Bourgogne i Frankrike.
- boutique – liten butik för moderna och exklusiva (dam)kläder.
- brioche – typ av litet bröd av väljäst vetedeg, gräddat i pastejform.

## C
- c'est la vie – "sånt är livet".
- cabriolet – bil med nedfällbart tak.
- carte blanche – 'vitt blad', oinskränkt fullmakt.
- cause célèbre – händelse som väcker stor (negativ) uppmärksamhet.
- ce métier de Roi – yrket att vara kung; uttryck och begrepp myntat av ett uttalande av Ludvig XIV. Uppfattades ursprungligen som en djärv formulering och var inte allmänt uppskattad. Uttrycket har senare kommit att förknippas med monarkins förändrade roll i och med upplysningstidens modernisering.
- cendré – mörkblond om hår(färg) eller person.
- cerise – körsbärsröd eller violettrosa färg.
- chagrin – typ av hårt, färgat läder ofta av getskinn; använt till väskor, möbelklädsel m.m.
- charmeuse – typ av trikåvävnad, oftast av nylon eller polyester, använd bland annat till underkläder.
- chambre séparée – enskilt rum på restaurang eller dylikt, särskilt för älskande par.
- champagne – typ av kraftigt bubblande vitt vin, som anses skapa särskild feststämning; uppkallat efter Champagne, namn på landskap i norra Frankrike.
- chanson – typ av (fransk) visa med enkel melodi.
- chapeau-claque – hoptryckbar hög cylinderhatt.
- char – tvåhjulig vagn i finare utförande, ursprungligen om en antik typ av vagn.
- chargé d'affaires – ställföreträdande ambassadör eller envoyé.
- chartreuse – typ av aromatisk örtlikör, gul eller grön; uppkallad efter Chartreuse, namn på kloster i södra Frankrike.
- chateaubriand – relativt tjock skiva (stekt eller halstrad) oxfilé, uppkallad efter François-René de Chateaubriand, namn på fransk författare (1768–1848).
- chef-dœuvre – (främsta) mästerverk av viss konstnär, riktning eller dylikt. Ett likartat begrepp är latinets magnum opus.
- chic – elegant och stilfull i utseende och klädsel om kvinna.
- clair-obscur – dunkel som genomskimras av ljus, särskilt i konstsammanhang.
- cloche – täckande kåpa med handtag ofta varmhållande som placeras över en maträtt, ofta gjord av metall, t.ex.  silver, men finns även varianter av glas, porslin, stengods m.m. Har ofta en klockliknande form (bjällra) som på franska heter cloche.
- cloqué – dubbelvävt (klännings)tyg med bubblig rätsida.
- clou – höjdpunkt vid festlighet eller dylikt.
- cointreau – en likör av curaçaotyp, uppkallad efter den franska likörfirman S.A. Cointreau.
- comme-il-faut – passande, lämpligt, sådant som är godtagbart enligt samhällets oskrivna regler.
- complet – kappa med klänning eller kjol i tyg av samma eller väl harmonierande färg.
- cornichon – liten inlagd gurka.
- coup d'état – statskupp; plötsligt och med våld genomfört maktskifte i en stat, vanligen genomfört av krigsmakten och utan folkets deltagande.
- couronne – ett biljardliknande sällskapsspel på ett litet, kvadratiskt bord eller spelbräde.
- couscous – typ av risliknande mannagryn, använd till gryträtter.
- crème-de-la-crème – sammanfattningen av personer i absolut förnämsta samhällsställning.
- crêpe – typ av tunn pannkaka, ofta med fyllning av skaldjur, svamp eller dylikt.
- croissant – ett giffelliknande bakverk av smördeg, ursprungligen franskt.
- croquis – teckning efter levande modell i övningssyfte, varvid modellen byter ställning ofta.
- croupier – person som leder och ansvarar för spel och insatser i spelbank särskilt vid roulettebord.

## D
- damejeanne – stor bukig glasflaska ofta innesluten i korg eller dylikt; använd för förvaring av t.ex. vin.
- déjà vu – känslan av att ha upplevt något tidigare fastän man inte med nödvändighet har det.
- demi-sec – halvtorr om vin.
- denier – enhet för garns tjocklek och vikt, särskilt syntetgarn för strumpor.
- déshabillé – 'avklädd', kvinnas nattdräkt eller morgondräkt. Se även negligé.
- deux battants (ofta försvenskat döbattang) – pardörr, antingen vardera dörren eller bägge sammantagna.
- détente – politisk avspänning, särskilt internationellt.
- digestif – en vanligen alkoholhaltig dryck, som dricks efter en måltid för att underlätta matsmältningen.
- dossier – faktasamling om visst ämne, vanligen byggd på undersökningar.
- doublé – två betydelser:
  1. oädel metall överdragen med guld eller silver,
  2. fällande av två villebråd omedelbart efter varandra, t.ex. med ett skott ur vardera bösspipan.
- doyen – den till tjänsteåren äldste inom den diplomatiska kåren i visst land.
- duchesse – 'hertiginna', ett styvt, blankt sidentyg i satinbindning.

## E
- eau-de-cologne – 'vatten från Köln', typ av mycket svag parfym, bestående av olika välluktande eteriska oljor i alkohol, utspädd med vatten.
- eau-de-toilette – 'toalettvatten', typ av svag parfym, som liknar eau-de-cologne (se ovanstående ord) men är mer koncentrerad.
- eau-de-vie – 'livsvatten', typ av destillerat druv- eller fruktvin, vanligen om destillat av frukter, bär eller blommor.
- élan – stark inlevelse och oemotståndlig kraft.
- embarras de richesse – alltför stora valmöjligheter.
- embonpoint – gott hull, särskilt kring magen.
- en face – rakt framifrån, vanligen i samband med porträtt.
- en famille – i familjekretsen, vanligen med tonvikt på förtrolighet; i utvidgad betydelse innefattar uttrycket även kretsen av nära vänner eller bekanta.
- en gros – i parti i fråga om varor i större mängd; även som ett ord, engros.
- en masse – i stor mängd.
- en passant – i förbigående, förresten. I schack är en passant en regel, som ger rätt att slå en bonde som går två steg på samma sätt som om den endast hade gått ett steg.
- en-tout-cas – 'under alla förhållanden', typ av tennisbana bestående av pulvriserad, hårdbränd lera på ett underliggande slagglager.
- endossement – överlåtelse av en växel eller check genom påteckning på baksidan.
- enfant terrible – 'hemskt barn', om en person vars okonventionella uppträdande generar eller provocerar andra, t.ex. i meningen: "Han är popkonstens enfant terrible." På franska menar man närmast någon som är alltför lösmynt och frispråkig.
- ensemble – mindre grupp musiker, sångare eller skådespelare som uppträder tillsammans.
- entente – vänskapsförbindelse mellan stater utan egentlig allians; speciellt om förbindelsen mellan Frankrike, England och Ryssland före och under första världskriget, "trippelententen".
- entrecôte – maträtt av skiva nötkött från ryggraden vid djurets mittparti.
- entresol – låg mellanvåning eller läktare, ofta ovanför bottenvåningen i större offentlig byggnad.
- envoyé – (titel för) chef vid legation.
- esprit – det att vara kvicktänkt och spirituell.
- esprit d‘escalier – senkommen replik; ordagrant "en kvickhet [som man kommer på] i trappan".
- esprit de corps – kåranda.
- étui – finare ask eller hårt fodral, ofta för förvaring av smycken, glasögon eller andra ömtåliga föremål.
- exposé – översiktlig framställning.

## F
- faiblesse – stor, personlig uppskattning av något.
- fait accompli – 'fullbordat faktum', nytt sakläge som inte kan resoneras bort och inte är lätt att omintetgöra. Uttrycket används framför allt i frasen "att ställas inför fait accompli". För sången med samma namn, se "Fait accompli".
- faute – misstag i fråga om etikett.
- faux pas – ett pinsamt snedsteg i socialt sammanhang, vanligen ett ogenomtänkt övertramp av sociala regler eller etikett.
- femme fatale  – 'ödesdiger kvinna', en stereotyp kvinna, som på ett raffinerat sätt använder sin sexuella attraktion för att uppnå sina syften.
- flamboyant – en sengotisk arkitekturstil med flamliknande mönster, t.ex. i kyrkfönsters masverk.
- flau – som präglas av ringa omsättning eller efterfrågan.
- fondue – maträtt i form av smält ost (i en gryta) som man doppar brödbitar i; även om andra maträtter, där man doppar ner något i något smält.
- force majeure – 'större/högre makt', yttre omständighet som gör det omöjligt att fullgöra ett avtal vilket den avtalsbundna parten därför ej kan lastas för, t.ex. krig.
- foyer – 'härd', samtalsrum på teater, där publiken uppehåller sig under pauserna och före föreställningen.
- fronton – prydnadsgavel över fasad eller som krön på fönster, dörr eller dylikt; vanligen trekantig.

## G
- garçon – 'pojke', kypare, särskilt i fråga om franska förhållanden.
- georgette – ett fint, smidigt, tunt, kräppliknande tyg, vanligen av silke, ylle eller konstfibrer.
- gigolo – man som mot betalning dansar med kvinnliga gäster på hotell, restaurang och dylikt.
- gouache – (teknik för) konstnärlig målning i täckande vattenfärg.
- gourmet – person som lägger stor vikt vid god mat.
- grand danois – 'stor dansk', en mycket stor, korthårig sällskapshund med hängande öron och enfärgad, tigrerad eller fläckig päls i olika färger, gul, blå eller svart.
- grand-guignol – teaterstil som karakteriseras av skräckeffekter; uppkallad efter Grand Guignol, namn på teater i Paris med skräckmelodramer som specialitet.
- grand mal – form av epilepsi som kännetecknas av svåra krampanfall. Se även petit mal.
- grand prix – större tävling särskilt inom motorsport, men även inom hästsport, cykel, tennis m.m.
- grande dame – betydelsefull, sedan länge verksam kvinnlig ledare eller företrädare för viss verksamhet, särskilt i kulturella sammanhang. Den kvinnliga motsvarigheten till engelskans uttryck grand old man.
- grandseigneur – 'stor herre', titel för förnäm person med flott levnadssätt, särskilt om adelsman.
- grace – skönhet och lätthet i rörelse, särskilt hos kvinna eller konstverk.
- grisaille – målning i olika valörer av samma gråa färgton.

## H
- habitué – flitig besökare av något; vanligen i sammansättningar såsom "fotbollshabitué" eller "teaterhabitué".
- haricots verts – 'gröna bönor', en trädgårdsböna med smala, trinda, gröna baljor som äts hela.
- hausse – stor och plötslig prisstegring, särskilt om kursstegring på värdepapper men även allmännare.
- haute couture – högre sömnadskonst, speciellt om kläder från tongivande modeskapare i Paris.
- hors-d'œuvre – lätta smårätter som inleder måltid, ofta grönsaker i marinader och dylikt.

## J
- jour – tjänstgöring; speciellt om sådan på obekväm arbetstid, t.ex. av sjukvårdspersonal.

## K
- kir – en söt drink av vitt vin och svart vinbärslikör; uppkallad efter Félix Kir, borgmästare i Dijon 1876–1978.

## L
- l'art pour l'art – ståndpunkten att konsten bör vara ett självändamål och att man alltså inte kan kräva att den skall vara nyttig.
- laissez faire – passivt, låt gå; om styrning med minimala ingripanden i det pågående skeendet.
- libertin – person som ohämmat ägnar sig åt njutningar, särskilt erotiska.
- limousine – typ av stor personbil, ofta med mellanruta mellan förar- och passagerarutrymme; uppkallad efter det franska landskapet Limousin.
- lingerie – finare linnevaror, särskilt om damunderkläder.
- lit de parade – likbädd där framstående avliden person ligger för offentlig hyllning före begravningen.

## M
- madame – fru, vanligen som tilltalsord till gift (fransk) kvinna.
- mademoiselle – fröken, vanligen som tilltalsord till ogift, yngre (fransk) kvinna.
- matelassé – prydnadssöm som ger reliefverkan på vadderat tyg.
- ménage à trois – 'hushåll för tre', ett kärleksförhållande som involverar tre personer, ofta ett äkta par och en extra älskarinna/älskare. Termen "trekant" betecknar den sexuella akten i ett sådant förhållande.
- mise en place – 'allt på plats', används dagligen inom restaurangvärlden och betyder att man har alla redskap och ingredienser som man behöver på en och samma plats inför matlagningen.[1]
- mondial – som omfattar hela världen.
- monseigneur – (titel för) hög andlig dignitär i Frankrike, även för andra högt uppsatta personer.
- mousse – typ av porös, fromageliknande efterrätt.

## N
- négligé – lätt (genomskinlig) morgon- eller nattdräkt för kvinnor.
- noblesse oblige – 'adelskap förpliktigar', ett begrepp för att beskriva socialt ansvar hos överklassen.
- nocturne – musikstycke som ger upphov till drömmande nattstämning, främst för piano.

## O
- objet trouvé – upphittat föremål, som genom konstnärs val fått rang av konstverk.
- œuvre – sammanfattningen av en konstnärs eller författares produktion; ibland även om enstaka konstnärligt eller litterärt verk.

## P
- page – ung adelsman med uppgift att ingå i uppvaktningen vid furstehov (i utbildningssyfte).
- pain riche – en i Sverige uppkommen benämning för baguette; typ av avlångt franskbröd med knaprig skorpa.
- papier-mâché – pappersmassa eller söndermalt papper, som blandats upp med något bindemedel och kan gjutas, varmpressas eller formas för hand till leksaker, modeller etc.; numera delvis undanträngt av plast.
- papillon – en dvärghund med lång, silkeslen päls och stora, snett upprättstående öron.
- par excellence – framför alla andra.
- par renommé – ryktesvis eller till namnet.
- parc fermé – deponering av tävlingsbil under tid mellan exempelvis kval och huvudtävling, varvid stallet inte får göra några justeringar av bilen (motorsportterm, används bland annat inom formel 1 och rally-tävlingar).
- parfait – en glassliknande, fryst efterrätt av ägg, grädde och socker m.m.; ofta smaksatt t.ex. med frukt.
- partout – till varje pris, ovillkorligen.
- pas de deux – balettdans för två personer.
- passepartout – tre betydelser:
  1. huvudnyckel,
  2. typ av frikort eller passersedel,
  3. infattning av papp eller tjockt papper kring teckning eller fotografi; särskilt som komplettering till ram av stabilare material.
- pauvres honteux – fattiga personer som tidigare haft det gott ställt och därför ogärna söker understöd; motsatsen till franskans parvenu eller latinets novus homo.
- petit-chou – typ av gräddbakelse, bakad på deg av mjöl, vatten, smör och ägg.
- petit mal – lindrigare form av epilepsi med kortvariga attacker. Se även grand mal.
- petits points – typ av helt täckande broderi i små regelbundna snedstygn.
- photogénique – som tar sig bra ut på fotografier.
- picot – tandad kantning av mycket små öglor eller knutar på tyg, band eller dylikt.
- pivot – tappliknande konstruktion, kring vilken något kan svänga; använd bland annat i maskiner och för fönsterupphängning.
- plafond – platt innertak, ofta med konstnärlig utsmyckning.
- pommes frites – flottyrkokta potatisar formade till små stavar.
- portier – hotelltjänsteman som tar emot nyanlända gäster och överlämnar rumsnycklar och sedan står till förfogande för viss service.
- poste restante – med kvarliggande på viss postanstalt för personlig avhämtning för sådana fall, där mottagarens adress inte kan anges närmare eller där mottagaren själv har begärt kvarliggning; speciellt som angivelse på försändelsen, t.ex. "Peter Andersson, Poste restante, Göteborg 1."
- provie – 'för livet', person tillhörande en (ungdoms)grupp, som genom en speciell typ av anarkism protesterade mot det västerländska samhället, särskilt under slutet av 1960-talet.

## R
- raison d'être – existensberättigande, rätt att finnas till.
- rancune – gammal fiendskap.
- ratatouille – en fransk grönsaksröra av t.ex. skivad lök, strimlad paprika och aubergine.
- ravaillac – festglad person; uppkallat efter François Ravaillac, som mördade konung Henrik IV av Frankrike på 1600-talet.
- razzia – överraskande och noggrann (hus)undersökning, genomförd av polis i syfte att avslöja illegal verksamhet eller beslagta stöldgods.
- relief – skulpterad bild som springer fram ur en yta som utgör bakgrund.
- rendez-vous – inbokat möte, ofta med en lätt ironisk anstrykning av kärleksmöte.
- rentier – person som lever på räntor.
- ressentiment – fiendskap präglad av avundsjuka.
- rocaille – ett s-svängt ornament, typiskt för rokokon, bestående av kurvor med snäck- och korallformer; ursprungligen om en konstgjord klippformation med sådana former i barockens trädgårdar, fontäner m.m.
- roué – äldre man, som ägnar sig åt osunt och nedbrytande nöjesliv.
- rouge – 'röd', rödfärgat smink, som anbringas på kinderna.
- route – fastlagd färdväg.

## S
- sans façon – "helt enkelt".
- sapristi – "för tusan!"
- satin – typ av slätt, glänsande tyg, vävt av bomull, ylle eller silke; uppkallat efter Zaitūn, det arabiska namnet på den kinesiska hamnstaden Tseutung.
- savarin – typ av poröst bakverk, indränkt med saft och likör; uppkallat efter den franske skriftställaren och gastronomen A. Brillat-Savarin.
- savoir-faire – förmåga att handla rätt i alla tänkbara situationer; jämför engelskans uttryck street smart.
- savoir-vivre – förmåga att uppföra sig rätt i alla situationer (synonymt med uttrycket ovan).
- sec – torr, speciellt om vita viner.
- seigneur – titel för godsägare, särskilt i mer eller mindre feodala sammanhang; utvidgat om förnäm herre i allmänhet.
- sejour – tillfällig vistelse.
- sens moral –  moralisk slutsats, utsagd eller antydd, som sammanfattar budskapet i konstnärligt verk såsom bok eller teaterpjäs.
- souterrain (ofta försvenskat suterräng) – våning som är belägen helt eller delvis under jordytan; mest i sammansättningar, såsom 'suterränghus' eller 'suterrängvåning'.
- souvenir – 'minne', minnessak.

## T
- teint – ansiktsfärg eller hy.
- tête-à-tête – förtrolig samvaro, särskilt mellan älskande.
- tic (ofta plural, 'tics') – ofrivillig muskelryckning, särskilt i ansiktet.
- timbre – vacker klangfärg hos människoröst.
- touché – träffad, berörd. Används bland annat inom fäktning efter en fullträff, då den träffade utropar "Touché!"
- toujours – sällskaplig och trevlig. Det fullständiga uttrycket är toujours aimable, 'alltid älskvärd'.
- tour – serie av tävlingar, som arrangeras på olika orter (över hela världen) främst i individuella bollsporter såsom 'golftouren' eller 'tennistouren'.
- tournedos – tjock skiva av oxfilé, som är lätt stekt.
- transparente blanche – ett stort, avlångt, gulvitt äpple, ett av de tidigast mognande.

## V
- vaudeville – lustspel med visor, särskilt från 1700- och 1800-talet.
- voilà – "se där!", kan användas istället för varsågod när man ger någon något, eller för att markera en slutsats i en argumentation.
- volauvent – ett osötat bakverk av sprödbakad smördeg, vanligen i rund form med lock och fylld med stuvning.
- voyeur – person som får sexuella lustkänslor genom att (i smyg) titta på andra i erotiska situationer.